# FLAGMAN
『FLAGMAN』（フラグマン）は、原作：相場英雄、作画：中山昌亮による日本の漫画作品。『ビッグコミックオリジナル増刊号』（小学館）にて2009年7月号から2011年1月号にかけて連載された。全9話。単行本は同社ビッグコミックスより全1巻。

## 書籍情報
- 原作：相場英雄、作画：中山昌亮 『フラグマン』 小学館〈ビッグコミックス〉 単巻
  1. 2011年4月28日発売 ISBN 978-4-0918-3823-0[1]